# Celsius Network
Celsius Network LLC — обанкротившаяся криптовалютная кредитная компания. 
Штаб-квартира Celsius расположена в Хобокене, штат Нью-Джерси, имеет офисы в четырех странах и работает по всему миру. Пользователи могли вносить ряд криптовалютных цифровых активов, включая биткойн и Ethereum, в кошелек Celsius, чтобы получать процентную доходность, и могли брать кредиты, предлагая свои криптовалюты в качестве обеспечения . По состоянию на май 2022 года компания имела почти 12 млрд долларов США активов под управлением и выдала кредитов на сумму 8 млрд долларов США.
В июне 2022 года компания приобрела известность, когда на неопределенный срок приостановила все переводы и снятие средств с формулировкой «из-за экстремальных рыночных условий», что привело к резкому падению цены биткойна и других криптовалют. 13 июля 2022 года Celsius подала заявление о банкротстве по главе 11 Кодекса США.

## Бизнес модель
Celsius создала для своих пользователей простую в сравнении с традиционными банками схему кредитования и заимствования. Вкладчики зарабатывали проценты, внося на депозиты подходящие криптовалюты, при этом процентная ставка зависела от депонированной криптовалюты (например, до 6,2% годовых на биткойны ). Компания выплачивала проценты криптовалютами, в том числе собственным токеном CEL. Заемщики платили от 0 % до 8,95 % по кредитам, обеспеченным биткойнами, в зависимости от соотношения кредита к стоимости. Часть денег, которые Celsius использовала для финансирования кредитов, поступила от хедж-фондов, которые искали более высокую доходность, чем платят банки.
Celsius получал доход от продажи токенов, кредитования, майнинга биткойнов и дискреционной торговли криптовалютами. Celsius заявляла, что до 80% его доходов было возвращено сообществу пользователей в виде процентных выплат по депозитам, сделанным через его платформу. Компания не взимала комиссию со своих пользователей.
7 июля 2022 года бывший инвестиционный менеджер Джейсон Стоун подал в суд на Celsius, утверждая, что компания использовала схему Понци. 23 августа Цельсий подал в суд на Стоуна, утверждая, что он потерял или украл криптовалюту на десятки миллионов долларов США.

## История
Celsius была основана в 2017 году Алексом Машинским, Дэниэлем Леоном и Нюком Гольдштейном.

### Развитие
В марте 2018 года Celsius собрал 50 млн долларов при размещении первоначального предложения монет (ICO) своей цифровой валюты (токена) CEL. В апреле 2018 года криптовалюта CEL начала торговаться на криптовалютных биржах. Перед ICO компания разместила свою криптовалюту в качестве ценной бумаги.
В июне 2018 года Celsius запустила мобильное приложение.
В 2019 году Celsius заработала 24 млн долларов в раунде акций, оцененных на уровне $140 млн.
В августе 2020 года Celsius собрала $20 млн через краудфандинг акций для поддержки своей деятельности. Осенью 2020 года цена токена CEL выросла более чем на 230 % менее чем за месяц.
В ноябре 2020 года Celsius заявила, что планирует открыть офис в Австралии и расширить свой офис в Израиле.
В декабре 2020 года у Celsius было под управлением $3,31 млрд активов.
В январе 2021 года у Celsius было под управлением $4,5 млрд активов.
В октябре 2021 года Celsius собрала $400 млн на продаже новых акций инвесторам. Раунд финансирования возглавил WestCap, фонд, возглавляемый бывшим исполнительным директором Airbnb Лоуренсом Тоси, и CDPQ CDPQ, второй по величине пенсионный фонд в Канаде. В этом раунде финансирования инвесторы оценили Celsius в $3 млрд. В то время в офисе Celsius в Израиле работало 100 человек.
В ноябре 2021 года Celsius приобрела израильскую компанию по кибербезопасности GK8 за $115 млн.

### Споры и контроль со стороны регулирующих органов
16 апреля 2021 года Celsius подтвердила, что в ее системах произошла брешь в системе безопасности; сторонний сервер с данными клиентов был скомпрометирован, в результате чего часть списка клиентов компании была украдена, а клиентам Celsius было отправлено фишинговое электронное письмо.
В сентябре 2021 года власти ряда штатов США заявили, что процентные криптовалютные счета Celsius представляют собой незарегистрированное предложение ценных бумаг. Генеральный прокурор Нью-Джерси приказал Celsius прекратить выпуск процентных криптовалютных продуктов посредством письма с приказом о прекращении действия. В феврале 2022 года регулирующие органы штата Техас подали уведомление о проведении слушания, чтобы определить, следует ли предпринимать аналогичные действия. Регулятор ценных бумаг Кентукки приказал Celsius прекратить и воздерживаться от предоставления своих процентных счетов в штате. Генеральный директор Celsius Алекс Машинский сказал, что он «полностью уверен» в том, что ни один из продуктов Celsius в США не является ценными бумагами. Celsius заявила, что работает со штатами США, чтобы внести ясность в свои бизнес-операции.
18 октября 2021 года компания Celsius получила запрос на получение дополнительной информации от генерального прокурора штата Нью-Йорк Летиции Джеймс. Ранее в том же месяце компания привлекла $400 млн нового акционерного капитала от инвесторов.
26 ноября 2021 года Celsius объявила, что один из ее старших сотрудников стал объектом расследования израильской полиции, связанного с предыдущей работой; позже сотрудник был отстранен от работы в Celsius.

### Упадок и банкротство
Celsius использовал депозитарный банк криптовалют Prime Trust для хранения некоторых активов клиентов с марта 2020 года. Эти отношения закончились в июне 2021 года, когда группа по управлению рисками Prime Trust выразила обеспокоенность по поводу стратегии Celsius, заключающейся в «бесконечной повторной ипотеке активов… многократных ссудах одних и тех же активов для получения доходности». Основатель Prime Trust Скотт Перселл предположил, что повторная ипотека «будет обречена на провал, поскольку любое резкое движение рынка в любом направлении будет катастрофическим для такой нелепой бизнес-модели с использованием заёмных средств». Celsius подал в суд на Prime Trust в августе 2022 года, обвинив бывшего контрагента в удержании активов на сумму 17 миллионов долларов после прекращения отношений.
CNBC назвал Celsius «одним из крупнейших игроков в сфере крипто-кредитования» во втором квартале 2022 года. Компания выдала кредитов на общую сумму более 8 миллиардов долларов, а по состоянию на май 2022 года под её управлением находились активы почти на 12 миллиардов долларов США. В июне 2022 года Celsius заявила, что у нее 1,7 миллиона клиентов и что она предлагает доходность до 17 % годовых.
7 июня в блоге, озаглавленном «К черту торпеды, полный вперед», Celsius ответил на слухи о том, что компания потеряла средства клиентов из-за неудачных инвестиций и столкнулась с кризисом ликвидности. Компания опровергла эти слухи, назвав их песнями «актеров вокала… распространяющих дезинформацию». Сообщение в блоге опровергло утверждения о том, что Celsius понес значительные убытки в результате падения токена Luna в предыдущем месяце.
10 июня во время своего еженедельного сеанса «Спроси Машинского» на YouTube (англ. Ask Mashinsky Anything) генеральный директор отрицал, что у Celsius были проблемы с доступом клиентов к их средствам, и предположил, что его критикам платят конкуренты. Машинский сказал в прямом эфире: «У Celsius есть миллиарды ликвидности, верно, и мы предоставляем немедленный доступ всем». Примерно в это же время Машинский опрашивал скептически настроенных комментаторов в Твиттере, обвиняя их в распространении страха, неуверенности и сомнений в отношении Celsius.
13 июня 2022 года компания приостановила снятие средств со всех клиентов «для стабилизации ликвидности и операций», сославшись на «экстремальные рыночные условия». После этого объявления цены на биткойн и эфириум снизились на 12% и 14% соответственно по сравнению с предыдущим днём. Собственный токен Celsius CEL, который годом ранее торговался почти за 7 долларов, после объявления о приостановке вывода средств упал на одну треть, до 0,21 доллара. Общая рыночная стоимость всех криптовалют упала до 983 миллиардов долларов, что означает, что впервые с января 2021 года рынок криптовалют в совокупности стоит менее 1 триллиона долларов. Из-за этой новости 13 июня на 10 % снизилась стоимость акций у не связанной с Celsius Network компании Celsius Holdings, производящей напитки, из-за того, что инвесторы перепутали названия двух компаний. На следующий день акции компании по производству напитков выросли примерно на 5 %.
Род Болджер, который присоединился к Celsius Network в качестве финансового директора в январе 2022 года, ушел в отставку 30 июня. Преемником Болджера стал Крис Ферраро, до этого занимавший должность руководителя отдела финансового планирования, анализа и связей с инвесторами. В начале июля Celsius Network уволила 150 сотрудников (четверть своего штата).
13 июля 2022 года руководство Celsius подало заявление о банкротстве по главе 11 Кодекса США, через месяц после приостановки снятия средств. В декларации, поданной на следующий день, сообщалось о дефиците баланса компании в размере 1,2 миллиарда долларов. Машинский сказал, что компания «приняла то, что, оглядываясь назад, оказалось определенными неверными решениями по размещению активов». Согласно заявлению о банкротстве, у компании было 167 миллионов долларов наличными, которые, по ее словам, обеспечат «достаточную ликвидность» для поддержки ее операций во время банкротства. Из общей суммы обязательств Celsius в размере 5,5 млрд долларов на момент подачи заявления о банкротстве компания задолжала 4,7 млрд долларов своим пользователям, которые числились необеспеченными кредиторами. Выбор Celsius банкротства в соответствии с главой 11 кодекса США будет отдавать приоритет выплатам сначала обеспеченным кредиторам, затем необеспеченным кредиторам, а затем держателям акций.

## Последствия
После того, как Celsius подала заявление о банкротстве в июле 2022 года, криптоскептик Молли Уайт опубликовала в Твиттере список выдержек из писем клиентов к судье по делам о банкротстве. Среди историй были опасения по поводу того, как Celsius заморозила их средства и заявления о негативном влиянии компании на жизнь клиентов. На своем веб-сайте о банкротстве компания заявила, что намерена предложить клиентам два варианта: «… либо вернуть наличные со скидкой, либо остаться «длинной» криптовалютой».
В заявлении Celsius о банкротстве дефицит в размере 1,2 миллиарда долларов приписывается современной версии банковского набега, при котором вкладчики, беспокоящиеся о безопасности своих средств, пытаются вывести свои средства в большом количестве. Один критик Celsius сказал CBS News: «Это был еще один банковский крах. Вы ничего здесь не изобретаете. Они рекламировали свои услуги как лучший сберегательный счёт, но в конце концов вы просто еще один необеспеченный кредитор».
Шесть юристов, специализирующихся на банкротствах, реструктуризации или криптовалютах, сообщили Reuters, что прецедентов банкротств криптовалютных компаний не было. «Это может длиться годами», — сказал один адвокат о процессе банкротства Celsius.
28 сентября 2022 года суд обязал компанию Celsius опубликовать списки клиентов с финансовыми данными для обеспечения прозрачности. Celsius утверждала, что список клиентов имеет перепродажную стоимость и поэтому должен храниться в тайне. Сайт Celsiusnetworth с оспариваемой информацией был создан анонимно и, по всей видимости, на основе судебных документов, которые доступны для публичного просмотра в формате PDF. По данным CelsiusNetworth, три первых имени потеряли $40,5 млн, $38,2 млн и $26,4 млн соответственно. Celsius задолжал пользователям примерно 4,7 миллиарда долларов, но у него нет средств, чтобы выплатить их.
Внезапное прекращение снятия средств клиентами и банкротство Celsius Holdings побудили некоторых комментаторов подчеркнуть отсутствие страхования депозитов в криптовалютном секторе. Условия использования Celsius позволяли компании прекращать торговлю для своих пользователей. Без страхования вкладов ни одно юридическое лицо не обязано выплачивать компенсацию пользователям Celsius или отдавать им более высокий приоритет, чем его инвесторам, в случае ликвидации компании. Регуляторы по ценным бумагам в пяти штатах США объявили о расследовании приостановки вывода средств Celsius в течение трех дней после объявления компании. Федеральные организации, такие как Федеральная корпорация страхования депозитов (FDIC), рассматривали возможность распространения страхования вкладов на инвесторов в стейблкоины, но на момент приостановки вывода средств Celsius не существовало никаких средств защиты FDIC для криптоинвесторов.
Крах Celsius иллюстрирует то, что один комментатор назвал «распространенной проблемой в криптоиндустрии, где финансовые услуги, которые утверждают, что они децентрализованы … на самом деле являются централизованными организациями, имеющими право контролировать поток криптоактивов». Банкротства централизованных криптовалютных финансовых учреждений, таких как Celsius, привели к тому, что некоторые инвесторы потеряли доверие к централизованному хранилищу и перевели свои средства на аппаратные криптовалютные кошельки.